# Mellangölen (Hällestads socken, Östergötland)
Mellangölen är en sjö i Finspångs kommun i Östergötland och ingår i Motala ströms huvudavrinningsområde.